# Caraipa parvielliptica
Caraipa parvielliptica är en tvåhjärtbladig växtart som beskrevs av José Cuatrecasas. Caraipa parvielliptica ingår i släktet Caraipa och familjen Calophyllaceae. Inga underarter finns listade i Catalogue of Life.